# 布策里乌斯艺术论坛
布策里乌斯艺术论坛（Bucerius Kunst Forum）是德国汉堡的一个国际展览中心。

## 历史
由时代基金会（ZEIT-Stiftung）创立于2002年，以格尔德布策里乌斯和他的妻子命名，设于市政厅广场的一座建于1914-1916年的历史建筑内。展览中心与其他博物馆合作，每年举办3-4次展览。大部分展品来自世界各地的博物馆。展览中心参加“博物馆长夜”活动 。
布策里乌斯艺术论坛希望在新的环境中传播高品质的艺术。展览侧重于某一个主题、时代或艺术家。它们应该表现出艺术的连贯性，建立古代与现代艺术之间的桥梁。展览的主题范围广泛，从古代直到现代。艺术家的重点是经典现代主义，例如夏加尔、奥斯卡·柯克西卡、马蒂斯、毕加索等人。